# Csernátfalu
Csernátfalu hajdani település a mai Romániában, Brassó megyében, Négyfalu része.

## Fekvése
Brassótól keletre, Türkös és Hosszúfalu közt fekvő település.

## Története
Csernátfalu neve már 1332-1337 között feltűnt a pápai tizedjegyzékben, ahol Pál nevű papját említették, aki 60 dénár pápai tizedet fizetett, tehát már ekkor egyházas hely lehetett.
1366-ban Charnadfalva, 1444-ben Chernatha, 1456-ban Zent Mihali, 1459-ben Zentmihalfalwa, Tharmatfalwa 1507-ben Mechelsoorff, 1509-ben Michelsdorff, 1513-ban Charnathfallw néven említették az oklevelek.
1427-1440 között már önálló egyházközség alakult ki itt Szent Mihály eclésia néven, melyhez hozzátartozott Bácsfalu, Türkös, Hosszúfalu, Tatrang, Porkerec és Zajzon is.
Csernátfalu a környező csángó falvakkal együtt a Törcsvári uradalomhoz tartozott egészen 1498-ig, ekkor Brassó városa szerezte meg az uradalmat és a hozzá tartozó falvakat, köztük Csernátfalut is.
1625-ben Csernátfalu Hétfalu vidékének kereskedelmi központját is betöltötte. A falunak keresett vására volt, melyet azonban később Brassó betiltott és csak 1842-ben kapott újra vásártartási engedélyt.
1848 októberében Agyagfalván megtartott székely nemzeti gyűlésen Brassó vidékének magyar csángó falvai, köztük Csernátfalu is arra kérték a nagygyűlés vezetőségét, hogy ők is a székelység honvédelmi rendszeréhez tartozhassanak.
A 20. század elején Brassó vármegye Hétfalusi járásához tartozott.
1910-ben 2561 lakosa volt, ebből 1981 magyar, 28 német, 545 román volt, melyből 164 római katolikus, 1719 evangélikus, 550 görögkeleti ortodox volt.

## Nevezetességek
- Római katolikus templom
- Evangélikus templom

## Híres szülöttei
- Irk Károly (1882. augusztus 28. - Budapest, 1924. július 1.) vegyészmérnök, biokémikus
- Irk Albert (1884. augusztus 18. – Pécs, 1952. október 21.) jogász, egyetemi tanár
- Haár Ferenc (1904. július 19. – Honolulu, 1997. december 22.) szociofotográfus, fotó- és filmművész
- Kiss Árpád (1907. április 21. – Budapest, 1979. szeptember 29.) neveléstudós, oktatáspolitikus, egyetemi tanár